# Valter Klauson
Valter Klauson (ur. 20 grudnia 1913?/2 stycznia 1914 w Tołmaczewie w guberni sankt-petersburskiej, zm. 5 grudnia 1988 w Moskwie) – estoński i radziecki polityk, przewodniczący Rady Ministrów Estońskiej SRR w latach 1961–1984.

## Życiorys
Urodzony w estońskiej rodzinie robotniczej mieszkającej w Rosji. Od 1928 pomocnik maszynisty, 1930–1933 skończył technikum transportowe. W latach 1941–1944 służył Armii Czerwonej, uczestnik II wojny światowej, od 1943 członek WKP(b), od 1944 był głównym mechanikiem, potem zastępcą naczelnika i naczelnikiem wydziału transportowego w NKWD/Ministerstwie Spraw Wewnętrznych Estońskiej SRR. W latach 1953–1954 minister transportu samochodowego Estońskiej SRR, od 1954 I zastępca przewodniczącego, a od 12 października 1961 do 18 stycznia 1984 przewodniczący Rady Ministrów Estońskiej SRR. Deputowany do Rady Najwyższej ZSRR od 5 do 10 kadencji, 1961-1986 kandydat na członka KC KPZR. W 1965 zaocznie ukończył Wyższą Szkołę Partyjną przy KC KPZR. Zmarł w Moskwie, został pochowany w Tallinie.

## Odznaczenia
- Order Lenina (pięciokrotnie)
- Order Rewolucji Październikowej
- Order Wojny Ojczyźnianej I klasy
- Order Wojny Ojczyźnianej II klasy
- Order Czerwonego Sztandaru Pracy
- Order Przyjaźni Narodów
- Order Czerwonej Gwiazdy